# 莱奥·克莱尔
莱奥·安东尼·克莱尔（英語：Leo Anthony Klier，1923年5月21日—2005年6月4日），美国NBA联盟职业篮球运动员。